# محمد بنسعيد السلاوي
محمد بنسعيد السلاوي (مواليد 1222هـ /1807م - توفي 1310 هـ /1892م) قائد ووالي سلا ودبلوماسي وأحد رجالات المخزن بالمغرب. خدم ثلاثة سلاطين، عبد الرحمن بن هشام ومحمد بن عبد الرحمان والحسن الأول، وتقلد عدة وظائف مخزنية في كل من مراكش وآسفي ثم مسقط رأسه مدينة سلا.
يقول عنه جعفر الناصري، ابن المؤرخ أحمد الناصري: 

## رحلته
أسندت إليه مهمة والي مدينة سلا، ثم مهمة سفير ثان أو باشدور (أي Ambassadeur)، عندما بعثه السلطان محمد بن عبد الرحمان إلى فرنسا، رفقة محمد الشركي، خال السلطان، مبعوثا من إلى نابليون الثالث سنة 1865-1866.
وكان سبب هذه السفارة يعود إلى استياء السلطان من تصرّف بعض السفراء الفرنسيين أثناء قيامهم بمهمتهم، خاصة وأنهم كانوا دائما ينظرون إلى المغرب نظرة المحميّ، بسبب الظروف الصعبة التي كان تعيشها البلاد في هذه الفترة بعد هزيمتي إيسلي وتطوان.
خرج السفيرين من مكناس في أغسطس 1865. وانطلقت الرحلة إلى فرنسا يوم 14 ديسمبر 1865م، واستغرقت ستة أشهر، تمت خلالها برمجة العديد من اللقاءات والمشاهدات، وكانت الرحلة محكومة بظرفية وباء الطاعون الذي أصاب فرنسا وإسبانيا خلال تلك الفترة. دون بنسعيد رحلته في كناش صغير، وكشف عن اهتمام الفرنسيين بكتب قد توجد في خزانة السلطان المغربي، تهم حضارتهم. ورغبة فرنسا الواضحة في الاختراق، من خلال السعي إلى مرور بريدها نحو الجزائر عبر المغرب، وزرع جواسيس يتحولون لاحقا إلى قناصل وتجميع معطيات حول المغرب، ويروي السفير أنه عجز عن الإجابة عن أسئلة وزير البحر الفرنسي حول عدد سكان المغرب وجيشه:
بعد مشاهداته للتفوق الفرنسي، دعا بنسعيد إلى إعادة إحياء الأسطول البحري، وتبني نظام شورى معتمد على أناس مشهود لهم بالكفاءة والنزاهة، وإرسال بعثات تعليمية إلى الخارج، وإظهار القوة أمام مختلف الدول، والنسج على منوال النموذجين التونسي والمصري في التدبير، والسهر على النهوض بالقطاع الفلاحي توجيها وتحفيزا، ومراجعة النظام الجبائي، والاستثمار في قطاع المناجم، وإعادة الاعتبار لفئة التجار. انتهت الرحلة في أوائل فبراير 1866.
حسب د. نجاة المريني، يتضح من خلال تدوين رحلته أنه لم يكن منغلقا، بل كان متفتحا على معالم الحضارة الغربية، يشاهد ويلاحظ ويدعو إلى التغيير والتطور، لم يكن سلبيا في إبداء آرائه، بل كان إيجابيا، واثقا من نفسه، مؤكدا إيمانه بأن المغرب والمغاربة قادرون على تحرير أنفسهم من وضعية التخلف، والعمل على ارتقاء السلم الحضاري بوعي وتبصّر.